# Aggie Labouchere
Agnes (Aggie) Labouchere (Bennekom, 10 augustus 1925 – Leidschendam, 12 mei 2012) was hofdame onder koningin Beatrix der Nederlanden.

## Biografie
Labouchere werd geboren als lid van het patriciaats- en bankiersgeslacht Labouchere en was een dochter van dr. ir. Paul César Labouchere (1893-1954) en Francina Wendelina Blom (1893-1979). Ze bleef ongehuwd.
Labouchere werd in 1959 maatschappelijk werkster bij de Dienst van het Koninklijk Huis. In september 1980 werd zij hofdame wat zij bleef tot 1999; ze werd toen opgevolgd door jkvr. Reina de Blocq van Scheltinga. Ze was draagster van het Erekruis in de Huisorde van Oranje.